# Maria Cunitz
Maria Cunitz   (Wołów, 1604 ↔ 1610 - Byczyna, 22 d'agost de 1664), llatinitzat: Maria Cunitia, va ser una astrònoma de Silèsia seguidora de Kepler.

## Vida
Filla de dues persones cultes i interessades en la seva educació -Maria Schultz i el metge Henrich Cunitz-, tot i que li estava vedada una educació formal, va rebre una bona educació amb diversos tutors, entre els quals hi havia Elies von Löven, un altre metge molt aficionat a l'astronomia i que, amb el temps, esdevindria el seu marit. A casa aprengué polonès, francès, italià, grec, llatí i hebreu, i també música, història i, sobretot, matemàtiques. I va conèixer els instruments astronòmics habituals de l'època, entre els quals ja hi havia el telescopi. Tocava el llaüt, pintava quadres i escrivia poesia. Al llarg de la vida, Curtitz mantindria correspondència amb altres astrònoms i matemàtics coetanis, com Johannes Hevelius, Pierre Gassendi o Ismaël Boulliau.
Després d'un primer casament amb David Gerstmann, jurista, que moriria al cap de dos anys, i havent tornat a casa dels pares, dedicada a l'astronomia i les matemàtiques, es casà amb Elias von Löwen.
Durant la Guerra dels Trenta Anys ella i el seu marit es van refugiar en un priorat cistercenc a Łubnice, malgrat que ells eren protestants, al monestir d'Ołobok, des d'on van fer nombroses observacions astronòmiques. Ja d'abans consten registrades les seves observacions de Venus, al desembre de 1627, i de Júpiter, l'abril de 1628, sense instruments de precisió i valent-se dels càlculs matemàtics.

## Obra
En el curs de les seves observacions va trobar discrepàncies amb les Taules rudolfines (1627) de Kepler i com que, per altra banda, trobava els mètodes de càlcul de Kepler massa complexos, va decidir publicar una versió de les taules de Kepler, prescindint del càlcul logarítmic, per posar-lo a l'abast dels no entesos.

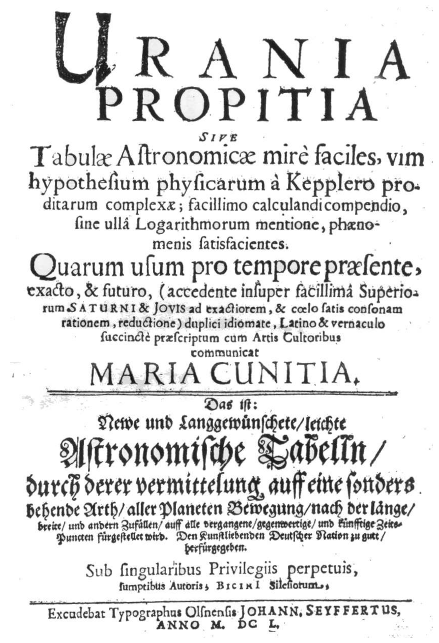
Primera pàgina del Urania Propitia (1650)

Així va néixer el seu llibre Urania Propitia sive tabulae astronomicae mire faciles, vim hypothesium phisicarum a Keplero..., conegut normalment com a Urania Propitia. Aquest llibre té la distinció de ser la més antiga obra científica supervivent escrita per una dona. També té la particularitat d'estar escrit no només en la lengua culta per a la ciència fins aleshores, el llatí, sinó també en alemany, per tal que –en paraules d'ella– «qui vulgui aprendre alguna cosa sobre astronomia no se'n vegi privat per desconeixement de la llengua llatina». El seu marit, que n'escriu el pròleg, hi explicita clarament que és ella i no ell qui l'ha escrit.
El llibre consta de tres parts:

### Part 1: taules de l'astronomia esfèrica
És el punt de partida matemàtic, amb les seves taules de sinus sexagesimals, resolució de triangles esfèrics, declinacions, ascensions rectes i obliqües per a totes les latituds de 0 a 72º, etc.

### Part 2: taules de moviments mitjans
En aquesta part, Maria Cunitz fa la simplificació de càlcul: utilitzant les taules de la primera part, posa en evidència els moviments dels planetes i satèl·lits emprant algunes fórmules matemàtiques senzilles. Per exemple, la coneguda com equació de Kepler:
{\displaystyle M=E-\epsilon \cdot \sin E}
no té, normalment, solució geomètrica o algebraica per a {\displaystyle E}. Això no obstant, quan {\displaystyle M} està donat, és possible trobar {\displaystyle E} a partir de {\displaystyle M} amb qualsevol grau de precisió utilitzant mètodes d'iteració i interpolació.
Amb aquesta i altres idees, Cunitz va ser capaç de simplificar les Taules rudolfines i determinar la posició d'un planeta en la seva òrbita com una funció del temps.

### Part 3: taules per a calcular eclipsis
Aquestes taules serveixen per a calcular tant el lloc com el moment dels eclipsis.

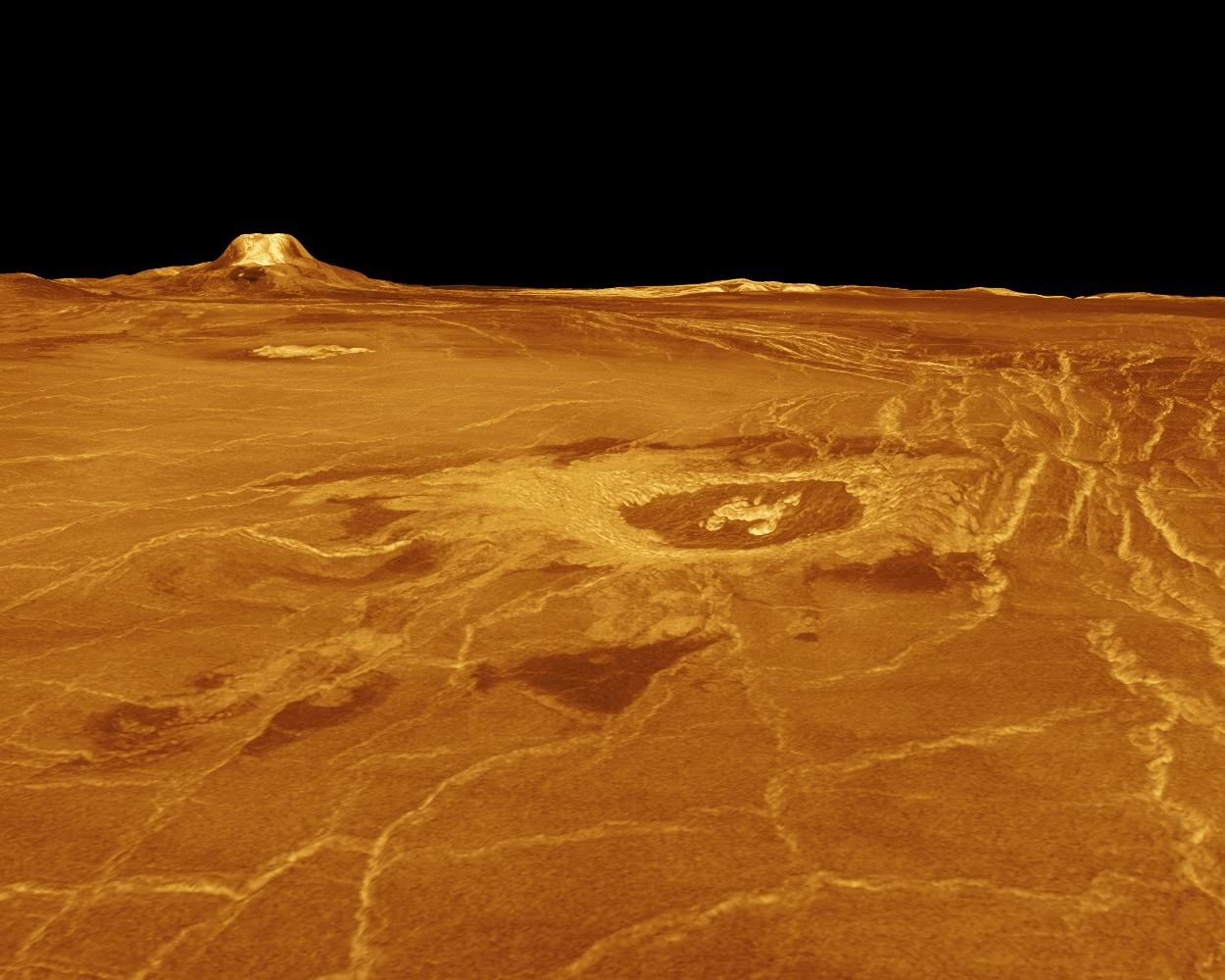
Cràter Cunitz, d'uns 50 km de diàmetre, al planeta Venus

## Reconeixements i llegat
El 1656, durant l'incendi de Byczyna, la ciutat on visqué, es perderen la major part de les seves cartes, notes i manuscrits.
Un cràter de Venus ha rebut, des de 1991, el seu nomː Cunitz. I un dels asteroides es diu Mariacunitia, en honor seu.
A la població de Swidnica se li ha dedicat una estàtua, una figura asseguda que mira el cel i sosté el seu llibre Urania Propitia.